# Jan Rambousek
Jan Rambousek (* 20. července 1954) je český politik za Občanskou demokratickou stranu, po sametové revoluci československý poslanec Sněmovny národů Federálního shromáždění.

## Biografie
Ve volbách roku 1992 byl zvolen za ODS, respektive za koalici ODS-KDS, do české části Sněmovny národů (volební obvod Severomoravský kraj). Ve Federálním shromáždění setrval do zániku Československa v prosinci 1992.
V komunálních volbách roku 1994, komunálních volbách roku 1998 a komunálních volbách roku 2002 kandidoval za ODS neúspěšně do zastupitelstva města Opava. Zvolen byl až v komunálních volbách roku 2006. Opětovně se o zvolení pokoušel neúspěšně v komunálních volbách roku 2010. Profesně se uvádí jako lékař, bytem Kateřinky.